# Djuptjärnen (Vilhelmina socken, Lappland, 716106-155756)
Djuptjärnen är en sjö i Vilhelmina kommun i Lappland och ingår i Ångermanälvens huvudavrinningsområde. Sjön har en area på 0,158 kvadratkilometer och ligger 363,5 meter över havet. Sjön avvattnas av vattendraget Risån.

## Delavrinningsområde
Djuptjärnen ingår i det delavrinningsområde (716209-155812) som SMHI kallar för Utloppet av Djuptjärnen. Medelhöjden är 384 meter över havet och ytan är 3,3 kvadratkilometer. Räknas de 23 avrinningsområdena uppströms in blir den ackumulerade arean 307,6 kvadratkilometer. Risån som avvattnar avrinningsområdet har biflödesordning 3, vilket innebär att vattnet flödar genom totalt 3 vattendrag innan det når havet efter 295 kilometer. Avrinningsområdet består mestadels av skog (60 procent) och sankmarker (27 procent). Avrinningsområdet har 0,15 kvadratkilometer vattenytor vilket ger det en sjöprocent på 4,4 procent.